# V371 Киля
V371 Киля (V371 Carinae, z2 Киля, z2 Carinae) — бело-голубой сверхгигант спектрального класса В9lae в созвездии Киля. Удалён от Земли на 1920 парсек. Звезда является переменной типа Альфы Лебедя и меняет свой блеск в интервале от +5,12 до +5,19. Невооружённым глазом звезда наблюдается только в ясную погоду и зоркими людьми.